# Crida (Falles de València)
La crida és l'acte en el qual la fallera major de València anuncia l'inici de les Falles. Es fa l'últim diumenge de febrer i concentra un gran nombre de fallers. Té lloc des de fa molts anys a les Porta dels Serrans de València, considerades la porta de la ciutat. La fallera major fa un discurs d'exaltació a l'estil faller en què convida els valencians i a tot el món a la festa de les Falles, i acostuma a acabar amb la frase: «Valencians, fallers, visquen les falles i visca València».
L'acte de la crida es va instaurar en la festa fallera l'any 1931, si bé els primers anys va tindre una continuïtat desigual i es celebrava incialment al carrer de manera itinerant. Des del carrer va a passar a celebrar-se al balcó de l'Ajuntament de la ciutat i, després i des de 1954, a la Porta dels Serrans. Inicialment la crida es feia en la part de recaient a la plaça dels Furs, fins que un accident pirotècnic en finalitzar l'acte de 1989 va fer que l'any següent, 1990, l'acte es celebrara en la part que dona al llit del riu.
En la crida de 2016, la Fallera Major Infantil de València va intervindre per primera vegada amb un breu discurs que complementava, en representació dels xiquets i xiquetes falleres, el discurs habitual de la Fallera Major de València.
L'11 de desembre de 2016, i per commemorar la declaració de les Falles com a Patrimoni Cultural Immaterial de la Humanitat per part de la UNESCO, es va celebrar una crida extraordinària, batejada com "Crida a la Humanitat", que havia estat ajornada des de la data inicialment prevista per al 4 de desembre. En esta crida, festa per la Fallera Major de València Raquel Alario, va fer-se una referència destacada a les poblacions valencianes que celebren Falles, convidant als seus representants, i amb un discurs amb frases en diversos idiomes.